# Premio Pulitzer 1937
Quella del 1937 fu la ventunesima assegnazione dei Premi Pulitzer e vide il conferimento di dieci premi in altrettante categorie, cinque relative al mondo del giornalismo e cinque relative al mondo della letteratura e del teatro, a cui furono aggiunte sette menzioni speciali nel campo del giornalismo.
In quest'edizione, la giuria fu composta da 14 membri, tra cui il presidente della Columbia University, Nicholas Murray Butler, e fu presieduta da Ralph Pulitzer, redattore del New York World nonché figlio del fondatore dei premi Pulitzer, Joseph Pulitzer.

## Giornalismo
- Pubblico servizio:

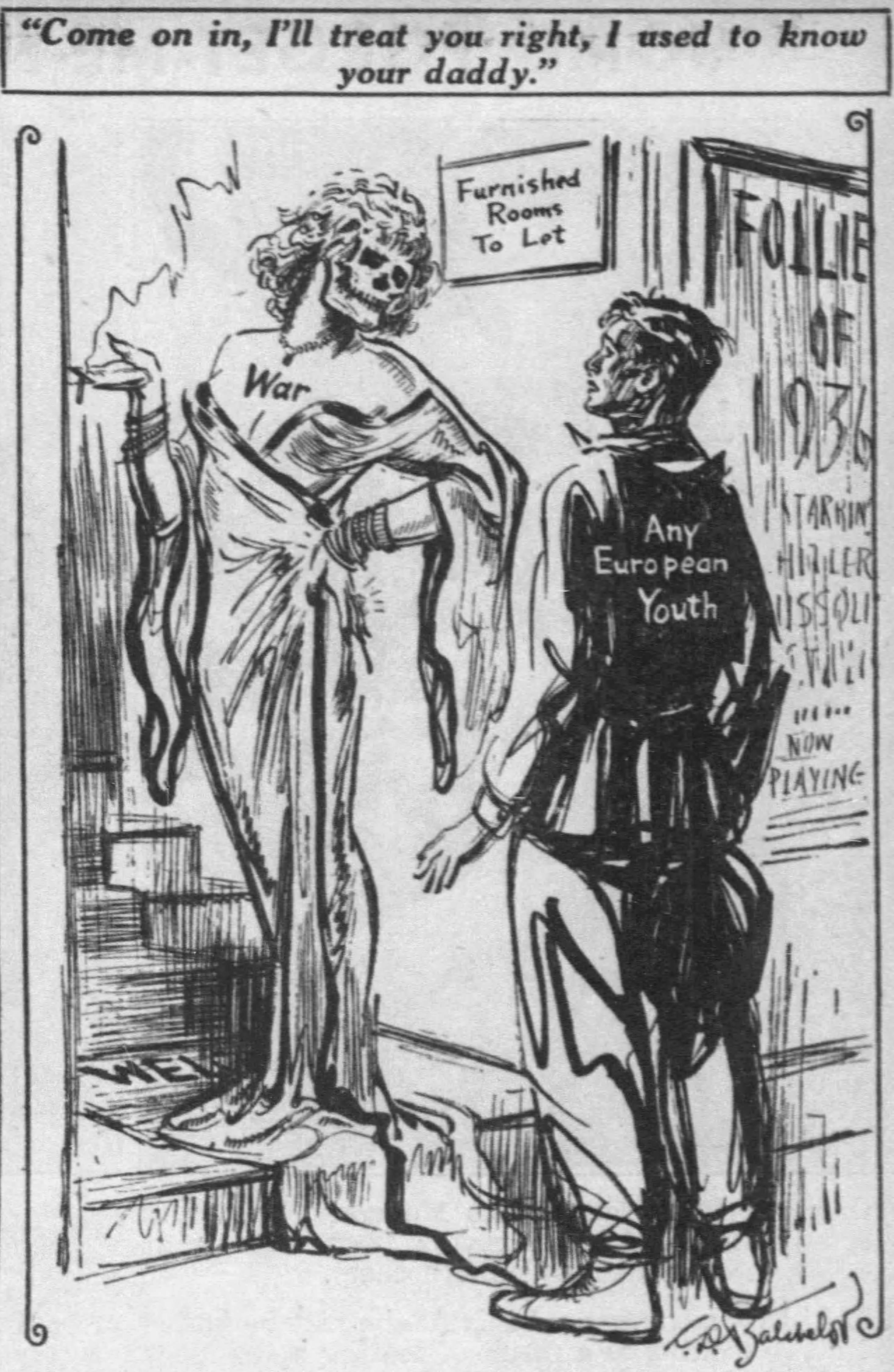
Come on in, I'll treat you right. I used to know your Daddy., la vignetta vincitrice del Premio Pulitzer 1937

  - St. Louis Post-Dispatch per la sua denuncia di brogli elettorali nella cittadina di St. Louis, che nel novembre 1936 portò all'invalidazione di più di 40 000 schede elettorali fraudolente e alla nomina di una nuova commissione elettorale.[3]
- Giornalismo:
  - John J. O'Neill, del New York Herald Tribune, William L. Laurence, del The New York Times, Howard W. Blakeslee, dell'Associated Press, Gobind Behari Lal dell'Universal Service e David Dietz della Scripps-Howard Newspaper Alliance, per i loro servizi sul mondo scientifico redatti in occasione del tricentenario dell'Università di Harvard.
- Corrispondenza:
  - Anne O'Hare McCormick del The New York Times, per i suoi dispacci e articoli di approfondimento inviati dall'Europa nel corso del 1936.
- Editoriale:
  - John W. Owens, del The Baltimore Sun, per i suoi eccellenti editoriali scritti nel corso dell'anno 1936.
- Vignetta editoriale:
  - C. D. Batchelor, del The New York Daily News, per la vignetta Come on in, I'll treat you right. I used to know your Daddy.

- Menzione speciale:
  - New York Daily News, per la sua campagna sulla salute pubblica riguardante le malattie veneree e la profilassi.
  - Providence Journal and Evening Bulletin, per la conduzione di una ricerca sulle imposte dirette basata sulle spese di un anno di tre famiglie di lavoratori.
  - Cleveland Press, per la sua inchiesta e denuncia tramite articoli, editoriali e vignette dell'esistenza di un losco giro d'affari nel ramo dei cimiteri.
  - The Atlanta Journal, per la sua campagna, condotta attraverso notiziari ed editoriali, atta a porre fine alla corruzione e all'inefficienza nel dipartimento di polizia di Atlanta.
  - W. W. Waymack, del Des Moines Register-Tribune, per una serie di editoriali sulla mezzadria.
  - John Francis Knott, del The Dallas News, per la sua vignetta sulle tempeste di polvere intitolata Nature's Answer.
  - Quincy Scott, del Portland Oregonian, per la vignetta East Side, West Side, raffigurante Alfred E. Smith che balla il valzer con l'elefante simbolo del Partito Repubblicano.

## Letteratura e drammaturgia
- Romanzo:
  - Gone with the Wind, Margaret Mitchell (Macmillan).
- Drammaturgia:
  - You Can't Take It with You, di Moss Hart e George S. Kaufman (Farrar & Rinehart).
- Storia:
  - The Flowering of New England 1815-1865, di Van Wyck Brooks (E. P. Dutton).
- Biografie o Autobiografie:
  - Hamilton Fish, di Allan Nevins (Dodd).
- Poesia:
  - A Further Range, di Robert Frost (Holt).